# Kiryat Malakhi
Kiryat Malakhi (ebraico: קִרְיַת מַלְאָכִי, o Qiryat Malakhi o Kiryat Malachi) è una città appartenente al Distretto Meridionale di Israele, dista 17 chilometri da Ashkelon. Nel 2015 aveva una popolazione di 21.551 persone. La sua giurisdizione territoriale è di 4,632 dunams (~4.6 km²).

## Storia

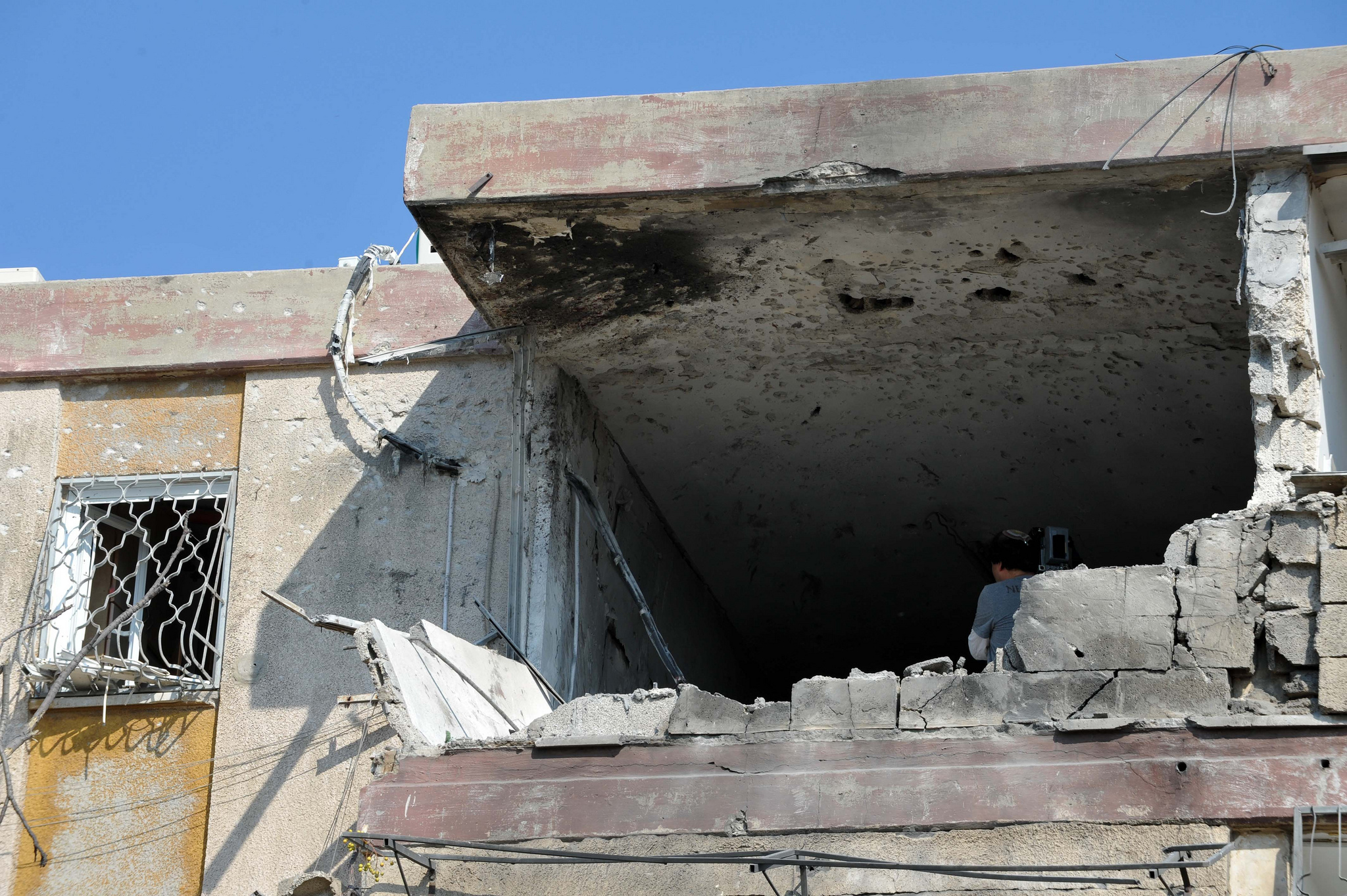
Abitazione colpita da un missile

Kiryat Malakhi, letteralmente "Città degli Angeli", fu fondata nel 1951 sotto forma di ma'abara, o tendopoli, per dare una casa a migliaia di ebrei arrivati nei primi anni dalla fondazione dello Stato di Israele. Molti dei primi abitanti della città erano ebrei scacciati dai paesi arabi dopo la fondazione dello Stato ebraico. Il nome della città fu scelto per ringraziare la comunità ebraica di Los Angeles che contribuì economicamente alla fondazione della città. 
Kiryat Malakhi divenne poi una delle varie città di "sviluppo" presenti nel deserto del Negev.
Moshe Katsav, futuro ottavo presidente dello Stato di Israele, fu eletto sindaco della città nel 1969 all'età di 24. Il suo fratello minore, Lior Katsav, fu a sua volta sindaco, mentre Yosef Vanunu resse la municipalità dal 1981 fino agli anni novanta. L'attuale sindaco è Eliyahu (Lalo) Zohar.
Il 15 novembre 2012, un attacco missilistico dalla Striscia di Gaza uccise tre abitanti della città.

## Società

### Evoluzione demografica
L'arrivo di nuovi immigrati dall'ex Unione Sovietica e dall'Etiopia ha aumentato la popolazione di Kiryat Malakhi di circa il 40% negli ultimi anni. 
Secondo i dati dell'ufficio centrale di statistica risalenti al 2000, a Kiryat Malakhi erano presenti 5 692 lavoratori dipendenti e 458 lavoratori autonomi. Il reddito medio mensile per un lavoratore dipendente era di 3 513 shekels mentre quello di un lavoratore autonomo era di 5 471.

## Educazione e Trasporti
Secondo i dati dell'ufficio centrale di statistica, ci sono 15 scuole e 4 909 studenti a Kiryat Malakhi. In particolare sono presenti 10 scuole elementari con 2 867 studenti, e due scuole superiori con 2 042 alunni. 
Il principale centro di mobilità di Kiryat Malakhi è il Malakhi Junction.